# Vera Korsakova
Vera Korsakova-Semjonova (rusko Вера Корсакова-Семёнова), kirgiška atletinja, * 21. marec 1941, Džalal-Abad, Sovjetska zveza.
Nastopila je na poletnih olimpijskih igrah leta 1968, ko se je uvrstila v polfinale teka na 80 m z ovirami. 16. junija 1968 je izenačila svetovni rekord v teku na 80 m z ovirami s časom 10,3 s.